# Eurodryas valentini
Eurodryas valentini är en fjärilsart som beskrevs av Nitsche 1928. Eurodryas valentini ingår i släktet Eurodryas och familjen praktfjärilar. Inga underarter finns listade i Catalogue of Life.